# Obstetricia (especialidad médica)

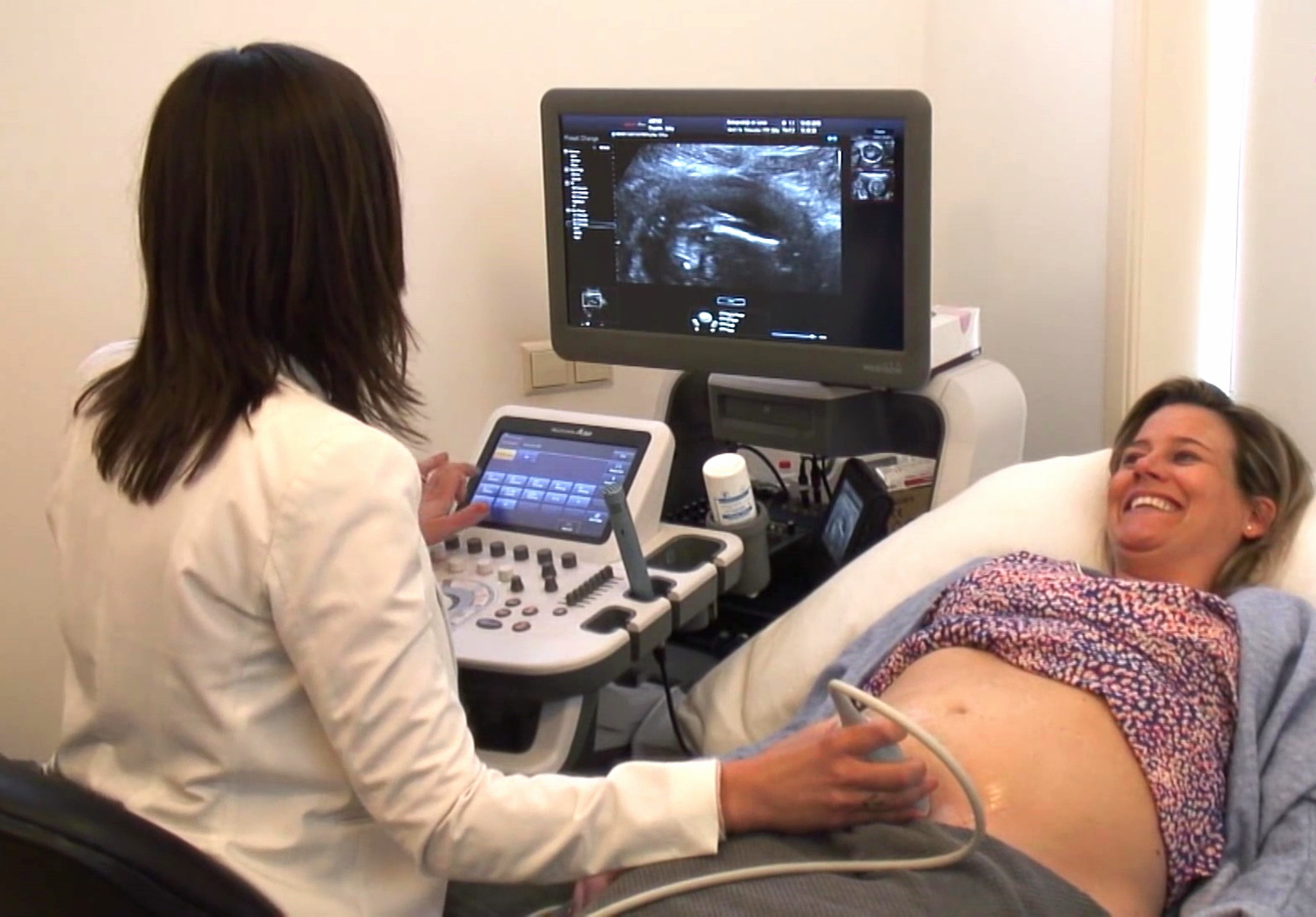
Pruebas ecográficas durante el embarazo

La obstetricia (del latín obstetricius 'de la comadrona') o tocología (del griego τόκος tókos 'parto' y -λογία -logía 'estudio') es la especialidad médica que se ocupa del embarazo, el parto y el puerperio, incluyendo las situaciones de riesgo que requieran de una intervención quirúrgica. Como especialidad médica la obstetricia es combinada con la ginecología bajo la disciplina conocida como obstetricia y ginecología. 
En varios países existe la profesión de Obstetricia como especialidad dedicada a la Salud Sexual y Reproductiva, dirigida por profesionales obstetras con competencias en atención final, diagnóstico y tratamiento del embarazo, parto y puerperio en condiciones fisiológicas normales; quienes se enfocan también en las áreas preventivo promocionales, docencia, asistencial y de investigación.

## Enfermedades intercurrentes
Además de las complicaciones del propio embarazo que puedan surgir, una mujer embarazada puede tener enfermedades intercurrentes. Es decir, otras enfermedades o condiciones (no causados directamente por el embarazo) que pueden empeorar o ser un riesgo potencial para el embarazo.
- La diabetes mellitus gestacional se produce por una elevación anómala de los niveles de glucosa en la mujer gestante. Los riesgos para el feto incluyen el aborto involuntario, la restricción del crecimiento, la aceleración del crecimiento, la obesidad fetal (macrosomía), polihidramnios y defectos de nacimiento.
- El lupus eritematoso sistémico en el embarazo confiere un incremento de la tasa de muerte fetal en el útero y aborto espontáneo (aborto involuntario), así como del lupus neonatal.
- La enfermedad de la tiroides en el embarazo puede, si no se corrige, causar efectos adversos sobre el bienestar fetal y materno. Los efectos nocivos de la disfunción de la tiroides también pueden extenderse más allá del embarazo y nacimiento para afectar el desarrollo neurointelectual en la vida temprana del niño. La demanda de las hormonas tiroideas se incrementa durante el embarazo, y puede causar que un trastorno de la tiroides previamente desapercibido empeore.
- La hipercoagulabilidad durante el embarazo es la propensión de las mujeres embarazadas de desarrollar trombosis (coágulos de sangre). El embarazo en sí mismo es un factor de hipercoagulabilidad (hipercoagulabilidad inducida por el embarazo), como un mecanismo de adaptación fisiológico para prevenir el sangrado posparto. Sin embargo, cuando se combina con un estado de hipercoagulabilidad subyacente adicional, el riesgo de trombosis o embolia puede llegar a ser sustancial.